# Magdalena Son Sŏ-byok
Św. Magdalena Son Sŏ-byok (ko. 손소벽 막달레나) (ur. 1802 w Seulu, zm. 31 stycznia 1840) – męczennica, święta Kościoła katolickiego.
Magdalena Son Sŏ-byok urodziła się w Seulu. Jej ojciec został skazany na wygnanie z powodu wiary. Wcześnie została osierocona przez matkę i w związku z tym mieszkała z babką. W wieku 17 lat wyszła za mąż za Piotra Ch’oe Ch’ang-hŭb (który również został męczennikiem za wiarę). Małżeństwo to miało 11 dzieci, z których 9 zmarło w dzieciństwie. Podczas prześladowań katolików w Korei w 1839 roku ukrywała się razem z krewnymi, ale mimo to po pewnym czasie została aresztowana. Torturami próbowano zmusić ją do wyrzeczenia się wiary. Została ścięta 31 stycznia 1840 roku w Tangkogae niedaleko Seulu razem z 5 innymi katolikami (Augustynem Pak Chong-wŏn, Piotrem Hong Pyŏng-ju, Agatą Yi Kyŏng-i, Marią Yi In-dŏk i Agatą Kwŏn Chin-i). Następnego dnia stracono jej córkę Barbarę Ch’oe Yŏng-i.
Dzień jej wspomnienia przypada 20 września (w grupie 103 męczenników koreańskich).
Beatyfikowana razem z mężem i córką Barbarą Ch’oe Yŏng-i 5 lipca 1925 roku przez Piusa XI, kanonizowana 6 maja 1984 roku w Seulu przez Jana Pawła II w grupie 103 męczenników koreańskich.